# Hieracium gracilentipes
Hieracium gracilentipes là một loài thực vật có hoa trong họ Cúc. Loài này được (Dahlst. ex Zahn) Noto>! mô tả khoa học đầu tiên năm 1944.